# Cyclosalpa affinis
Cyclosalpa affinis är en ryggsträngsdjursart som först beskrevs av Adelbert von Chamisso 1819.  Cyclosalpa affinis ingår i släktet Cyclosalpa och familjen bandsalper. Inga underarter finns listade i Catalogue of Life.